# Classe Dresden
La classe Dresden fu una classe di incrociatori leggeri costruiti per la Kaiserliche Marine nei primi anni del XX secolo. Le due navi della classe, la Emden e la Dresden, ebbero un intenso impiego durante la prima guerra mondiale, venendo però entrambe distrutte.